# Langbruck (Neureichenau)
Langbruck ist ein Gemeindeteil der Gemeinde Neureichenau im niederbayerischen Landkreis Freyung-Grafenau.

## Lage
Das Dorf Langbruck liegt im Bayerischen Wald etwa zweieinhalb Kilometer südöstlich von Neureichenau zwischen dem Großen Michelbach im Westen und Süden und dem Riedelsbach und Schimmelbach im Osten.

## Geschichte
Langbruck in der Gemeinde Schimmelbach, die später in Gemeinde Neureichenau umbenannt wurde, entstand aus den beiden Weilern Langbruck am Gern und Langbruck am Gsenget.  Erstmals in der Ausgabe von 1904 der Amtlichen Ortsverzeichnisse für Bayern werden die beiden Weiler in der Gemeinde Schimmelbach nicht mehr getrennt aufgeführt, sondern als einheitlicher Weiler Langbruck. In historischen Karten taucht auch die Bezeichnung Langenbruck ... auf.